# Fleury (Paso de Calais)
 Fleury  es una comuna y población de Francia, en la región de Norte-Paso de Calais, departamento de Paso de Calais, en el distrito de Arras y cantón de Heuchin.
Su población en el censo de 1999 era de 90 habitantes.
Está integrada en la Communauté de communes du Pays d'Heuchin.

## Demografía
| 162 | 156 | 113 | 127 | 101 | 90 |
| Para los censos de 1962 a 1999 la población legal corresponde a la población sin duplicidades (Fuente: INSEE [Consultar]) |     |     |     |     |    |